# Ami Aspelund

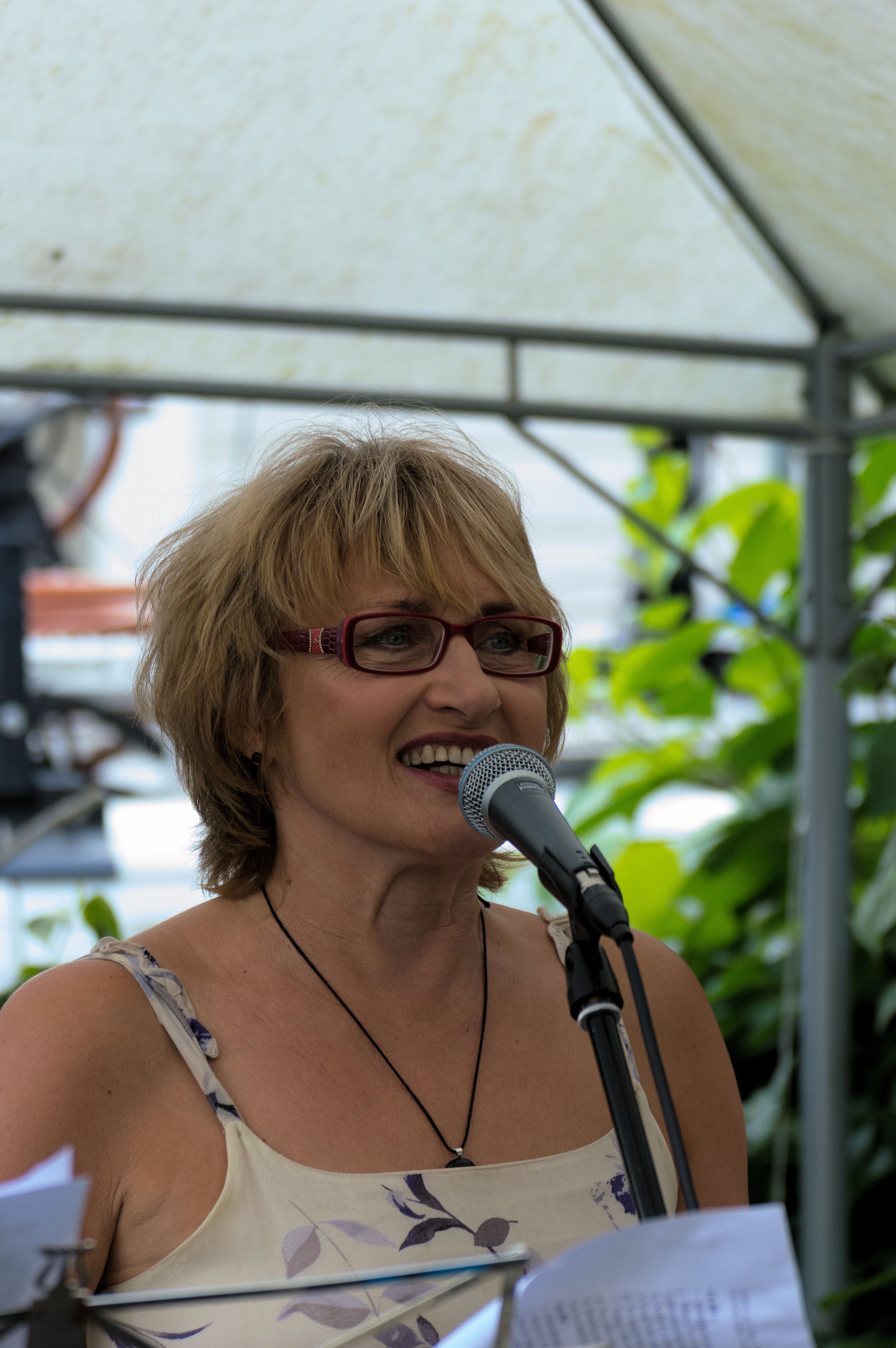
Ami Aspelund

Ami Aspelund (nome verdadeiro: Anne-Marie Aspelund) (Vaasa, 7 de setembro de 1953) é uma cantora finlandesa.

## Carreira
Ami Aspelundin publicou o seu álbum em 1973 chamado Apinamies. 
Ami Aspelund participou no Festival de Rostock em 1981, na selecção para a escolha da canção que representaria a Finlândia no Festival Eurovisão da Canção 1982, onde foi derrotada por Kojo. Finalmente representou o seu país no Festival Eurovisão da Canção 1983, onde interpretou o tema Fantasiaa (Fantasia, música de by Kari Kuusamo e letra de Kaisu Liuhala ), onde terminou a competição em 11º lugar, com 41 pontos. Esta canção foi alvo de polémica por ser muito parecida com Cambodia, interpretada por Kim Wilde.
Também entrou no Festival de Música de Knokke em 1985.
O seu primeiro álbum foi publicado em 1974 e Aspelund tem publicado diversos álbuns cantados em finlandês e sueco.

## Discografia

### Álbuns
- Ami (1974)
- Credo - minä uskon (1975)
- Karibu (1975)
- Yön jälkeen (1976)
- Cascade (1976)
- Fågel blå (1978)
- Sinilintu (1978)
- Tänään huipulla (1982)
- Fantasy dream (1983)
- Framtidens skugga (1983)
- Fenor och vingar (1986)
- Rio Herne (1994)
- Sylvian paluu (1997)
- Sylvias återkomst (1996)
- 20 suosikkia tänään huipulla (2000)
- Ami Live! (2005)
- Pärlor (2005)

### Singles
- Apinamies / Bumerangi (1973)
- Waterloo / Kun pois hän on (1974)
- Tänään huipulla / Tiedä mitä tahdot (1974)
- Mä halusin niin / Suukkosuma (1975)
- Päivä kaunein on tullut / Nuoruuteni on ohi (1975)
- Koska sun taas nähdä saan / Ja rakastan vielä (1975)
- Chanson d'amour / Onnen hetket (1977)
- Vapaana / Ihmeiden aika (1977)
- Sinilintu / Charleston (1978)
- Fågel blå / Charleston (1978)
- Fågel blau / Der erste Flug (1982)
- Mitt äppelträd / Fågel blå (1982)
- You are my life (Ami Aspelund ja Jokke Seppälä) / Flight 205 (Jokke Seppälä) (1982)
- Rakkaudesta ystävyyteen / Tahtoo lisää (1983)
- Fantasiaa / Fantasy dream (1983)
- Clown / Private secretary (1983)